# Минучано
Минучано (итал. Minucciano) је насеље у Италији у округу Лука, региону Тоскана.
Према процени из 2011. у насељу је живело 123 становника. Насеље се налази на надморској висини од 668 м.

## Становништво
Према резултатима пописа становништва 2011. у општини је живело 2.221 становника.
| 1936. | 1951. | 1961. | 1971. | 1981. | 1991. | 2001. | 2011. |
| ----- | ----- | ----- | ----- | ----- | ----- | ----- | ----- |
| 4.432 | 4.334 | 3.657 | 3.227 | 2.862 | 2.678 | 2.521 | 2.221 |